# Joseph Ferdinand Dänkel
Joseph Ferdinand Dänkel (auch: Dänckhel, Dänkhel, Dankhel oder Dankl; * 22. Dezember 1676 in München; † 3. Dezember 1736 in Tölz) war Pflegskommissär in Bad Tölz und Mitorganisator des Oberländer Aufstandes 1705 gegen die kaiserliche Besatzung, der durch sein unrühmliches Ende bei der Sendlinger Mordweihnacht bekannt wurde.
Dänkel begann nach dem Gymnasialabschluss 1693 am Jesuitengymnasium München (heute: Wilhelmsgymnasium München) sein Jurastudium an der Universität Ingolstadt.
Als Lizentiat der Rechte  wurde er 1703 Pflegskommissär in Tölz. Er war laut Christian Probst dem Kurfürsten Max Emanuel treu ergeben und ehrgeizig. 
Dänkel wurde Anfang Dezember 1705 vom aus Braunau am Inn kommenden Matthias Ägidius Fuchs für den Aufstand gewonnen. 
Nach Niederschlagung des Aufstandes wurde Dänkel seines Amtes enthoben und erst 1715 nach Rückkehr des Kurfürsten wieder eingesetzt. 
1908 wurde im Münchner Stadtteil Sendling die Dänkhelstraße nach ihm benannt und 1959 in Danklstraße umbenannt.